# 枫丹沙朗德赖
方丹沙朗德赖（法語：Fontaine-Chalendray，法語發音：[fɔ̃tɛn ʃalɑ̃dʁɛ]）是法国滨海夏朗德省的一个市镇，位于该省东部偏北，属于圣让当热利区。

## 地理
方丹沙朗德赖（45°56'52"N, 0°10'56"W）面积18.86 平方千米，位于法国新阿基坦大区滨海夏朗德省，该省份为法国西部滨海省份，北起旺代省，西临大西洋，南至吉倫特省，东南接多爾多涅省，东北接德塞夫勒省接壤，东临夏朗德省。
与方丹沙朗德赖接壤的市镇（或旧市镇、城区）包括：朗维尔-布勒约、巴佐日、希沃、克雷塞、罗马济耶尔、塞涅、维利耶库蒂尔。
方丹沙朗德赖的时区为UTC+01:00、UTC+02:00（夏令时）。

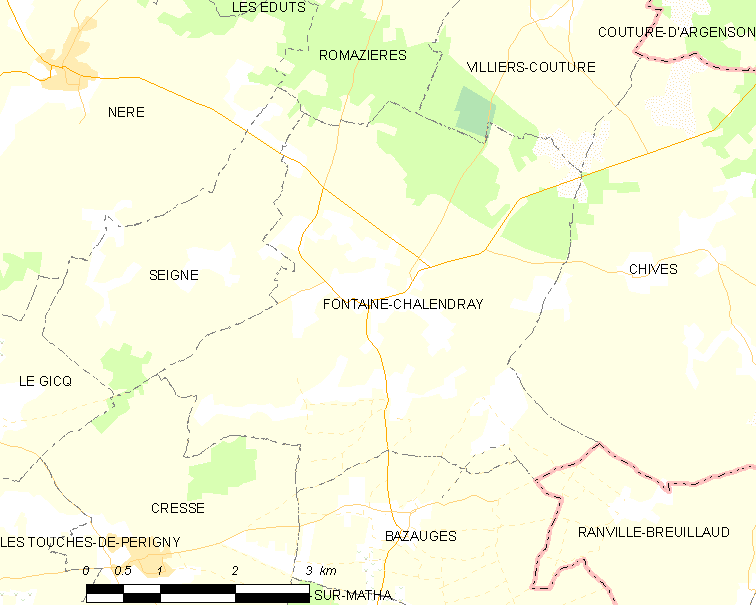
方丹沙朗德赖的OSM定位图

## 行政
方丹沙朗德赖的邮政编码为17510，INSEE市镇编码为17162。

## 政治
方丹沙朗德赖所属的省级选区为马塔县。

## 人口

1962-2008年间方丹沙朗德赖人口变化图示

方丹沙朗德赖于2022年1月1日时的人口数量为224人。